# Valle San Nicolao
Valle San Nicolao (Val San Nicolà in piemontese) è un comune italiano di 839 abitanti della provincia di Biella in Piemonte.

## Geografia fisica
Il territorio comunale di Valle San Nicolao ha forma irregolare e si stende a cavallo tra il bacino del torrente Strona di Mosso e quello del Quargnasca. La quota più bassa si tocca in corrispondenza della frazione Mombello (338 m), situata all'estremità meridionale del comune, mentre l'altimetria risale andando verso il capoluogo (Chiesa, 461 m) ed arriva a superare i 500 m in cima alla collina della Colma (508 m) e sulla prime pendici del Monte Rovella. Il territorio del comune scende poi verso est a fino a toccare la riva destra dello Strona, dove scende di nuovo sotto i 400 m.
Le abitazioni sono divise in numerose frazioni di piccole dimensioni che si addensano maggiormente intorno al capoluogo.
Al comune competono anche alcuni pascoli in Valsessera.

## Origini del nome
Il territorio del comune era un tempo conosciuto come la Valle di Bioglio (Vallis Beduli); l'appellativo San Nicolao richiama la dedicazione della chiesa parrocchiale a San Nicola.

## Storia
Già sede di insediamenti celtici in antichità Valle San Nicolao faceva parte della comunità di Bioglio (sottoposta in origine al
dominio della Chiesa di Vercelli), che comprendeva un territorio vastissimo: infatti, facevano parte di detta comunità anche le frazioni di Piatto, Santa Maria, Vallanzengo,
Pettinengo, Valle San Nicolao e Camandona.
Prima del 1621, quindi Santa Maria di Bioglio, Pettinengo, Valle San Nicolao, Piatto, Camandona e Vallanzengo, erano come tante frazioni sotto il nome di Bioglio. Tutti questi cantoni, distanti l’un dall’altro e dal capoluogo anche alcuni chilometri, non andarono d'accordo quasi in nulla, proteste, suppliche, discussioni, litigi, dimostrazioni e ricorsi erano numerosissimi.
La separazione avvenne con la pubblicazione nel 24 dicembre 1621, dell'editto di Carlo Emanuele I con il quale egli aveva stimato necessario infeudare parecchi luoghi, specialmente quelli che erano sotto giurisdizioni o mandamenti più grandi. Fu quindi necessario separare i catasti e insieme gli abitanti di ciascun luogo considerando questi totalmente distinti e separati, in modo da non avere più nulla in comune con le città a cui prima appartenevano con sindaci e consigli comunali ed amministrazioni pubbliche autonome con tutti gli ufficiali necessari.
Nel 1964 cedette la borgata Pianezze al comune di Camandona.

### Simboli
Lo stemma e il gonfalone del comune di Valle San Nicolao sono stati concessi con il decreto del presidente della Repubblica dell'11 marzo 1953.
Stemma
Gonfalone

## Monumenti e luoghi d'interesse

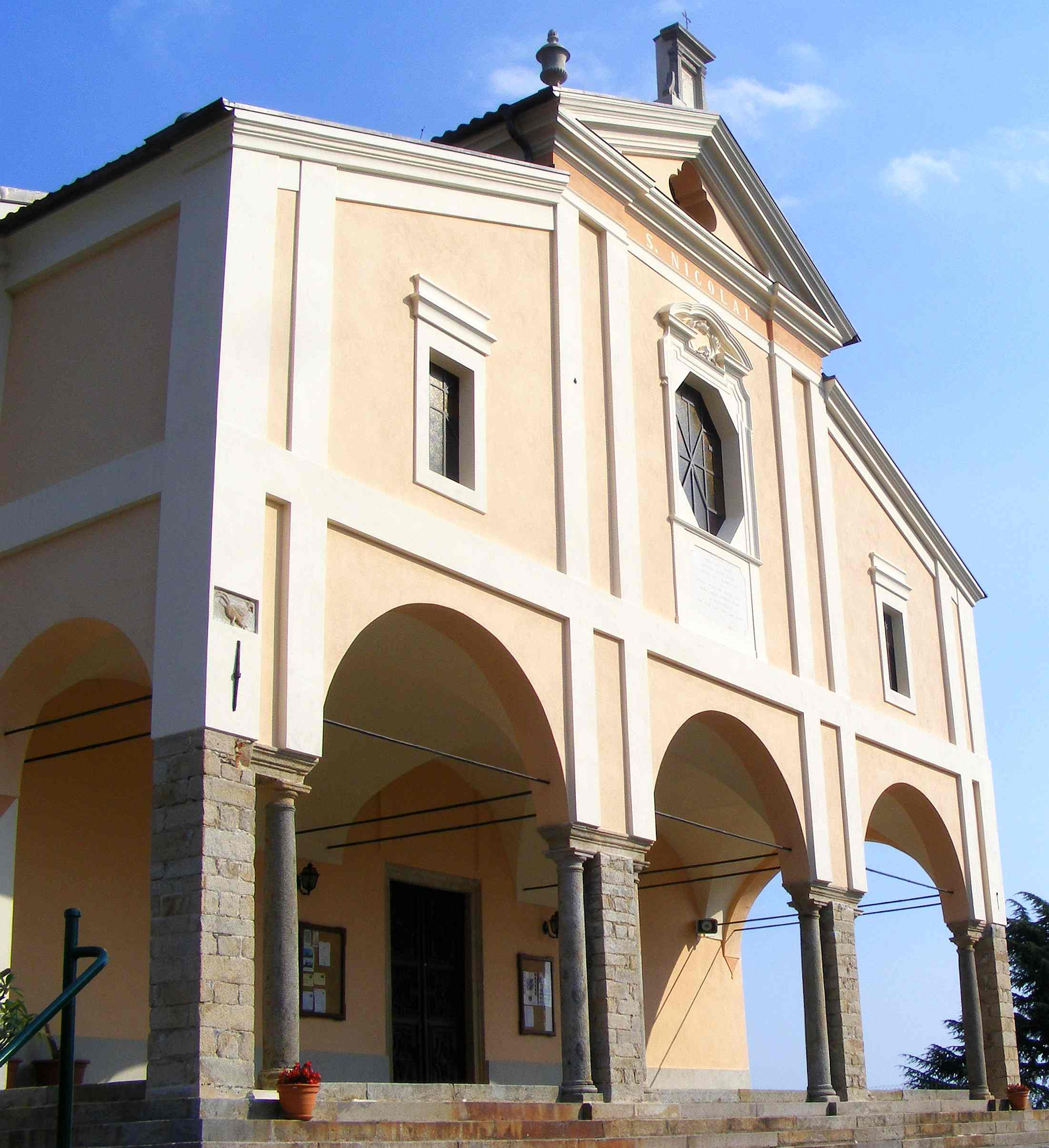
La parrocchiale

- Chiesa parrocchiale di San Nicola (o San Nicolao): si tratta di una costruzione romanica, che nel XVIII secolo fu ricostruita nelle sue attuali forme.

All'interno sono presenti anche un pregevole pulpito ligneo settecentesco e il paliotto che orna l'altare maggiore, di Cristoforo e Francesco Solari. Il campanile, risalente al Quattrocento, fu sopraelevato tre secoli più tardi.
- Villa Colongo

Antica dimora estiva della famiglia piemontese Colongo, la villa si compone di una costruzione ottocentesca, finemente conservata, e una suggestiva torre più recente, costruita agli inizi del Novecento su progetto dall'architetto Alfredo d'Andrade, progettista del rinomato Borgo Medioevale del Valentino di Torino. Ampio e suggestivo il parco circostante, unitamente alle particolari sale interne di foggia medioevale.
- Oratorio della frazione Ferrere: dedicato ai santi Fabiano e Sebastiano risale al XVI secolo e conserva anch'esso al suo interno un paliotto degli stessi fratelli Solari che operarono nella parrocchiale.[6]

## Società

### Evoluzione demografica
Abitanti censiti

## Infrastrutture e trasporti
Fra il 1891 e il 1958 la località era servita da una stazione della ferrovia Biella-Cossato-Vallemosso.

## Amministrazione

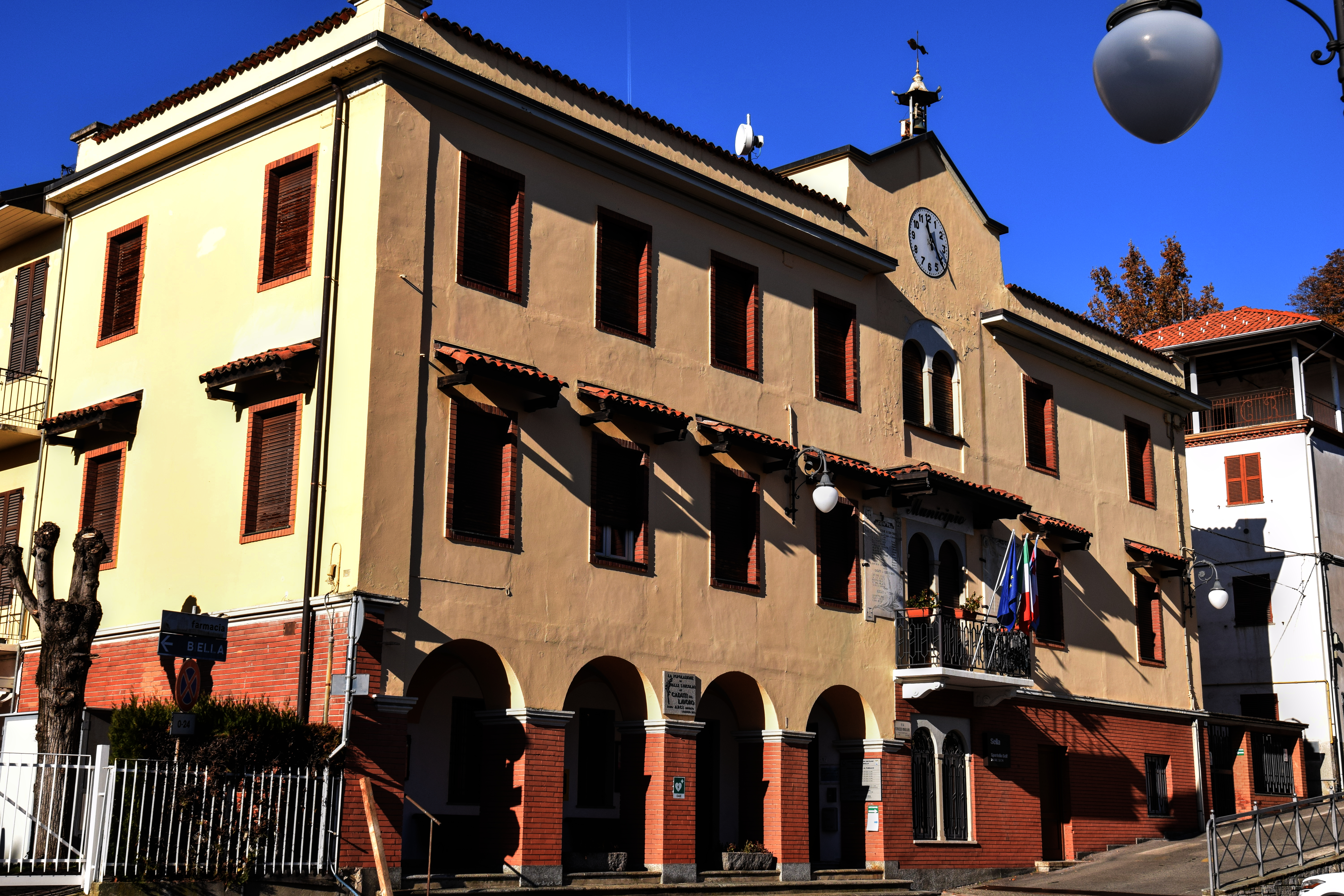
Municipio di Valle San Nicolao

| Periodo | Periodo   | Primo cittadino      | Partito                            | Carica  | Note |
| ------- | --------- | -------------------- | ---------------------------------- | ------- | ---- |
| 2004    | 2009      | Guido Bordignon      | lista civica                       | Sindaco |      |
| 2009    | 2014      | Raffaele Micheletti  | lista civica Insieme per la valle  | Sindaco |      |
| 2014    | in carica | Marica Elena Cerrone | lista civica Volti nuovi per Valle | Sindaco |      |

### Altre informazioni amministrative
Il comune ha fatto parte della Comunità montana Val Sessera, Valle di Mosso e Prealpi Biellesi, mentre fino al 2010 apparteneva alla Comunità montana Valle di Mosso, abolita in seguito all'accorpamento disposto dalla Regione Piemonte nel 2009.